# Хведукас, Каролис
Каролис Хведукас (лит. Karolis Chvedukas; 21 апреля 1991, Мариямполе — июнь 2023) — литовский футболист, полузащитник.

## Биография
Родился 21 апреля 1991 года в Мариямполе, Литва.
В 2009 году завоевал Кубок Литвы в составе клуба Судува.
В 2016 году переехал в Хорватию, играл за клуб Сплит из одноимённого города, играющий в высшей лиге Хорватии. Всего за хорватский клуб провёл 13 матчей, забил один гол.
В 2018 переехал в Ирландию. Обладатель Кубка Ирландии 2018 года в составе клуба «Дандолк».
Выступал за юниорскую и молодёжную сборные Литвы. В национальной сборной Литвы дебютировал в 14 ноября 2012 года в товарищеском матче против сборной Армении. Всего в 2012—2019 годах сыграл 20 матчей за главную сборную.
Скоропостижно скончался в июне 2023 года на 33-м году жизни.